# 塞普·迈尔
（德語發音：[ˈjoːzɛf ˈdiːtɐ ˈzɛp ˈmaɪ̯ɐ]，1944年2月28日—），出生於德國東南部下巴伐利亞的梅滕（Metten），德国職業足球运动的守門員。綽號灵猫（Die Katze von Anzing），被譽為足球歷史上最佳守門員之一。世界足壇史上最佳德國巨星之一。

## 球員及教練生涯
迈耶的職業球員生涯只曾效力拜仁慕尼黑，為拜仁奪得四次全國聯賽冠軍、四次德國盃、連續三屆歐洲聯賽冠軍盃、洲際盃及各一次。於1966至1977年期間連續出賽422場，紀錄至今仍未被打破。曾三次獲選為德國足球先生（1975年, 1977年及1978年）。
美亞入選德國隊並曾出席四屆世界盃決賽周。1966年在英格蘭只出任（Hans Tilkowski）的副手，沒有機會出場比賽。1970年在墨西哥美亞已成為正選門將，出席所有比賽（包括經典準決賽加時後3-4負於義大利），協助西德奪得季軍。1974年西德作為主辦國，美亞進入頂峰狀態，在家鄉城市慕尼黑的決賽以2-1擊敗荷蘭，奪得世界盃冠軍。1978年在阿根廷美亞及西德隊同走下坡，在第二輪分組賽出局。
美亞亦和西德隊一起奪得1972年在比利時舉行的歐洲國家盃冠軍，及打入翌屆1976年南斯拉夫的決賽，最終以十二碼負於捷克只能屈居亞軍。美亞共為西德隊出賽95次。
除了把守球門的功績外，美亞亦以大號手套和及膝球褲（比時下的嘻哈服裝早了三十年）而著名，與前輩雅辛同樣愛穿黑衫黑褲，香港傳媒稱為“黑燕子”。1979年因嚴重車禍而宣佈退出比賽。康復後出任拜仁慕尼黑及德國隊的守門員教練。2004年10月因力撐比更適合出任德國隊的正選門將，被德國隊主教練解除守門員教練的職務。

## 榮譽

### 球會獎項
- 德國甲組足球聯賽 冠军: 1969年, 1972年, 1973年, 1974年
- 德國盃 冠军: 1966年, 1967年, 1969年, 1971年
- 歐洲盃 冠军: 1974年, 1975年, 1976年
- 冠军: 1967年
- 洲際盃 冠军: 1976年

### 國家隊獎項
- 歐洲國家盃

冠軍：1972年（比利時）
亞軍：1976年（南斯拉夫）
- 世界盃

冠軍：1974年（德國）
亞軍：1966年（英格蘭）
季軍：1970年（墨西哥）

### 個人榮譽
- 德國足球先生：1975年, 1977年, 1978年
- 聯邦十字勳章：1978年
- 德國世紀最佳門將